# پیتر روش
پیتر روش (آلمانی: Peter Rösch; ۱۵ سپتامبر ۱۹۳۰ – ۱۲ ژانویهٔ ۲۰۰۶) بازیکن و مربی فوتبال اهل سوئیس بود.
از باشگاه‌هایی که در آن بازی کرده‌است می‌توان به باشگاه ورزشی یانگ بویز، باشگاه فوتبال سروت ۱۸۹۰، و باشگاه فوتبال سیون اشاره کرد.
وی همچنین در تیم ملی فوتبال سوئیس بازی کرده‌است.